# Stiftung Polytechnische Gesellschaft
Die Stiftung Polytechnische Gesellschaft Frankfurt am Main ist eine gemeinnützige Stiftung des bürgerlichen Rechts.

## Entstehung
Die Stiftung wurde 2005 von der Polytechnischen Gesellschaft e. V. gegründet. Für die Errichtung der Stiftung stellte die Polytechnische Gesellschaft den größten Teil der Erlöse aus dem Verkauf der Frankfurter Sparkasse an die Landesbank Hessen-Thüringen (Helaba) zur Verfügung. Die Stiftung Polytechnische Gesellschaft hatte dadurch ein Gründungskapital von 397 Millionen Euro zur Verfügung. Aufgrund einer breiten Diversifikation des Stiftungskapitals konnte das Stiftungsvermögen auf 515 Millionen Euro vergrößert werden (Stand: 31. Oktober 2023).

## Organisation
Die Stiftung ist sowohl fördernd als auch operativ tätig und engagiert sich im Sinne einer Mehrspartenstiftung in den Themenfeldern:
- Bildungslandschaft und Sprachbildung
- Wissenschaft, Technik, Berufliche Bildung
- Soziales, Humanitäres, Karitatives
- Kulturelle Bildung
- Bildung für zivilgesellschaftliches Engagement und Nachhaltigkeit
- Demokratiebildung[2]

Die geförderten oder selbst entwickelten Projekte bauen innerhalb von Projektketten aufeinander auf und nutzen sich so gegenseitig. Die Stiftung fördert entlang der Bildungsbiografie, dadurch begleitet sie viele Menschen über mehrere Jahre und in verschiedenen Programmen als verantwortungsbereite Bürger Frankfurts. 

## Ziele und Aktivitäten
Aufgrund ihrer Herkunft fördert die Stiftung vor Ort oder im Interesse der Frankfurter Bürger. Sie versteht sich als Werkbank der Stadtgesellschaft und möchte Bildung und Kompetenzen für den gesellschaftlichen Zusammenhalt fördern. Ziel der Stiftung ist es, die Position Frankfurts innerhalb Deutschlands und im Vergleich zu anderen Metropolen zu stärken. Sie möchte dazu beitragen, dass sich Frankfurt zu einem Modell für eine moderne, bürgernahe Stadtgesellschaft entwickelt.
Die sogenannten Leitprojekte, bei denen es immer um die Förderung der Persönlichkeitsentwicklung des Einzelnen sowie die Stärkung der Teilhabe an der Gemeinschaft geht, charakterisieren die Arbeit der Stiftung: Babylotsen, Bürger-Akademie, Deutschsommer mit dem Ableger Deutschsommer+, Diesterweg-Stipendium für Kinder und ihre Eltern, Jazz und Improvisierte Musik in die Schule!, Junge Forscher, Junior-Ingenieur-Akademie, Kolleg für junge Talente, Konzertpädagogische Projekte, Main-Campus-Stipendiatenwerk, Nachhaltigkeitspraktiker, Junge Paulskirche, Demokratie in der Stadt, Digitechnikum, Meine Zeitung, Opernstudio, Samstagsschule für begabte Handwerker, Stadtteil-Botschafter, Stadtteil-Historiker oder die Willkommenstage in der frühen Elternzeit.

## Auszeichnungen
- 2010: 365 Orte im Land der Ideen: Sprachförderprojekt Deutschsommer als „Ausgewählter Ort“[5]
- 2012: Land der Ideen: Das Diesterweg-Stipendium für Kinder und ihre Eltern als „Bildungsidee“[6]
- 2013: Hessischer Integrationspreis im Bereich „Integration und Familie“ für das Diesterweg-Stipendium für Kinder und ihre Eltern[7]
- 2016: Kulturpreis Deutsche Sprache in der Kategorie „Institutionen“ für das Sprachförderprojekt Deutschsommer[8][9]
- 2018: Deutscher Lesepreis: 3. Preis für „Tablets im Unterricht – Pilotklassen im Projekt 'Meine Zeitung – Frankfurter Schüler lesen die F.A.Z.'“ in der Kategorie „Herausragende Leseförderung mit digitalen Medien“[10]
- 2018: Hessischer Präventionspreis: 3. Preis für das Projekt „Willkommenstage in der frühen Elternzeit“[11]
- 2020: Citoyenne-Anerkennungs-Preis der Stiftung Citoyenne für das Projekt „Stadtteil-Historiker“[12]

Die Gründung der Stiftung Polytechnische Gesellschaft, der Frankfurter Stiftung für Blinde und Sehbehinderte und der Wöhler-Stiftung durch die Polytechnische Gesellschaft e. V. wurde im Jahr 2016 vom Bundesverband Deutscher Stiftungen mit dem Deutschen Stifterpreis gewürdigt.